# TV6 (Estonsko)
TV6 je estonská televizní stanice, která začala vysílat v roce 2008. Vysílá akční filmy a seriály, sitcomy, pořady, dokumenty a sportovní přenosy. Svůj program orientuje na mužské diváky.